# Víctor Rostagno
Víctor Rostagno (nacido el 4 de diciembre de 1998) es un gimnasta uruguayo.
Ha representado al país en torneos internacionales, como el Campeonato Panamericano de Gimnasia Artística de 2016
Se destaca como el primer gimnasta uruguayo en obtener una medalla en los Juegos Panamericanos y una medalla de oro en los Campeonatos Sudamericanos de Gimnasia, ambos en 2016. En 2018 fue medalla de plata en los Juegos Odesur de Cochabamba.